# Łężec (województwo wielkopolskie)
Łężec – wieś w Polsce położona w województwie wielkopolskim, w powiecie słupeckim, w gminie Strzałkowo. Miejscowość graniczy z zachodnią granicą administracyjną Słupcy.
W latach 1975–1998 miejscowość należała administracyjnie do województwa konińskiego.
Przy dawnym przejściu Stralkowo na granicy Cesarstwa Niemieckiego i Imperium Rosyjskiego z lat 1815–1918, położonym między Strzałkowem i Słupcą (w granicach administracyjnych miasta), w pobliżu wsi Łężec, znajduje się miejsce pamięci. Nieopodal jest cmentarz jeńców wojennych i internowanych, związany z istniejącym tutaj w latach 1914–1924 obozem jenieckim.